# Стоп-кодон
Стоп-кодон или кодон терминации — тройка нуклеотидных остатков в мРНК, кодирующая прекращение (терминацию) синтеза полипептидной цепи (трансляции). Стандартные стоп-кодоны — УАА, УАГ и УГА (UAA, UAG, UGA).
Стоп-кодоны выполняют важную функцию завершения (терминацию) сборки полипептидной цепи и также называются терминаторными кодонами. Некоторые из них вызывают обязательное прекращение синтеза, другие являются условными.
Кроме того, стоп-кодон, как кодон, при котором не происходит включения аминокислоты в белок, ещё называют бессмысленным кодоном или нонсенс-кодоном.
Так, кодон UAG (Янтарь) — условный терминаторный кодон и супрессируемые Amber-мутации вызывают преждевременную терминацию трансляции (условно летальные мутации).
Сквозная трансляция может проходить через кодоны UAG (Янтарь) и UGA (Опал), но не через кодон UAA (Охра).
Кодоны UAA и UAG в митохондриальной ДНК вызывают безусловное прекращение трансляции.
Некоторые мРНК в действительности содержат два тандемных терминаторных кодона — часто это кодоны различного типа на конце кодирующей последовательности.
У ряда бактерий классические стоп-кодоны могут кодировать аминокислоту, а стоп-кодоном будет являться другая последовательность.